# ジョン・ネルソン (特殊効果)
ジョン・ネルソン（John Nelson, 1953年7月17日 - ）は、アメリカ合衆国の視覚効果スーパーバイザー。デトロイト出身。『グラディエーター』の視覚効果で第73回アカデミー賞視覚効果賞を受賞した。
『グラディエーター』ではCGを多用した視覚効果を製作した。本作の製作の上でこうしたCG製作は欠かせない重要な作業であった。中でも、撮影中に急死したオリヴァー・リードの出演予定だった終盤の場面は、編集やCGで誤魔化すという苦肉の策が行われた。これについてネルソンは「我々がやった事は映画全体の一部に過ぎない。オリヴァーの件にしても、人々に感動を与えたのは彼の演技だった。我々はそれを上映する手助けをしただけだ」とコメントしている。

## 主なフィルモグラフィ
- ターミネーター2 Terminator 2: Judgement Day (1991) CGアニメーターとして
- カウチポテト・アドベンチャー Stay Tuned (1992)
- ウルフ Wolf (1994)
- JM Johnny Mnemonic (1995)
- ジャッジ・ドレッド Judge Dredd (1995)
- ケーブルガイ The Cable Guy (1996)
- アナコンダ Anaconda (1997)
- シティ・オブ・エンジェル City of Angels (1998)
- グラディエーター Gladiator (2000)
- エボリューション Evolution (2001)
- K-19 K-19: The Widowmaker (2002)
- マトリックス リローデッド The Matrix Reloaded (2003)
- マトリックス レボリューションズ The Matrix Revolutions (2003)
- アイ,ロボット I, Robot (2004)
- アイアンマン Iron Man (2008)
- 魔法使いの弟子 The Sorcerer's Apprentice (2010)

## 受賞とノミネート
| 賞               | 年   | 部門           | 作品名                | 結果       |
| ---------------- | ---- | -------------- | --------------------- | ---------- |
| アカデミー賞     | 2000 | 視覚効果賞     | グラディエーター      | 受賞       |
| アカデミー賞     | 2004 | 視覚効果賞     | アイ,ロボット         | ノミネート |
| アカデミー賞     | 2008 | 視覚効果賞     | アイアンマン          | ノミネート |
| アカデミー賞     | 2017 | 視覚効果賞     | ブレードランナー 2049 | 受賞       |
| 英国アカデミー賞 | 2000 | 特殊視覚効果賞 | グラディエーター      | ノミネート |
| 英国アカデミー賞 | 2008 | 特殊視覚効果賞 | アイアンマン          | ノミネート |
| 英国アカデミー賞 | 2017 | 特殊視覚効果賞 | ブレードランナー 2049 | 受賞       |